# Acanthamoebidae
Az Acanthamoebidae egysejtű eukarióták kládja az Amoebozoa csoportban.
Nevét az Acanthamoeba nemzetségről kapta, azonban más nemzetségek is ide tartoznak, például a Comandonia és a Protacanthamoeba bohemica. Számos Acanthamoebidae-faj sok környezet talajában és vizében gyakori. A Hartmannella nemzetségre hasonlít, de állábai aktin mikroszálai más szerkezetűek. Leggyakoribb tagja, az Acanthamoeba humán és állatpatogén lehet.
Az Entamoebidae és Dictyostelia kládokkal közös őse van egy 2007-es tanulmány szerint.

## Történet
Az Acanthamoebát 1931-ben írta le Volkonszkij. Az Acanthamoebidae kládot 1975-ben írták le Sawyer és Griffin az Amoebida egyik családjaként. 1976-ban Frederick Page létrehozta a taxonnak az Acanthopodida csoportot. Eleinte az Acanthamoebát 3 formacsoportra (I., II., III.) osztották cisztaméret és -morfológia alapján, ahol az I. csoport cisztája a többiénél nagyobb, a II. ektocisztája ráncos, endocisztája csillagos, sokszögletű, háromszögletű vagy ovális, a III. endocisztája kör keresztmetszetű, ektocisztája vékony és sima, de ezek polifiletikusnak bizonyultak. A méret- és morfológiaalapú felosztás hátránya továbbá, hogy az eredmények a használt módszertől függnek. Így a kultúrák és a primerekből való molekuláris azonosítás szükségesek a helyes módszer az azonosításhoz.
Hagyományosan 2 nemzetségre osztották, ezek az Acanthamoeba és a Protacanthamoeba. Harmadik nemzetségét, a Luapeleamoebát 2016-ban írták le Shadwick et al., majd ugyanez évben jelentősen módosult rendszertana.
A korábban a Protostelium nemzetségbe sorolt Acanthamoeba pyriformisról 2016-ban igazolták Tice et al., hogy az Acanthamoeba faja, így az első sporokarpikus Acanthamoebidae-faj, egy Stereomyxa-fajról pedig kimutatták, hogy a Dracoamoeba tagja, és elnevezték Dracoamoeba jomungandrinak. Az Acanthamoebidae kládot 5 nemzetségre osztották.
Thomas Cavalier-Smith et al. a Centramoebidával együtt a Variosea csoportba sorolták annak 2004-es létrehozásakor, de azzal együtt 2011-ben Szmirnov átsorolta a Discoseába.
Miután 2016-ban parafiletikusnak bizonyult a korábbi definíciója által meghatározott csoport, Tice et al. módosították meghatározását, az Acanthamoebidae csoporthoz adták új nemzetségeit, és önálló kládba helyezték a Balamuthiát (Balamuthiidae).

## Morfológia
Különleges állábai az akantopódiumok, melyek sose képeznek anasztomózist vagy egyesülnek. Ezek folyamatosan keletkeznek és tűnnek el, az egész sejtfelszínen megjelenhetnek, általában rövidek és vékonyak, kivéve az A. astronyxist és az A. comandonit, ahol hosszúak lehetnek. Sawyer és Griffin kimutatták, hogy az akantopódiummagok merev aktin mikroszálcsoportok. Ezek folyamatosan keletkezve és megszűnve mozgást indukálnak, ennek során a sejt általában háromszög vagy kúp alakú. A mozgó akantopódiumok „szélesek és nyelv alakúak, szabálytalan szélekkel és filopódiumokkal”.  Sawyer és Griffin leírták azt is, hogy sok akantopódium axiális aktin mikroszálcsoportokat tartalmaz, szabálytalanná téve ez állábakat.  Ritkán nagyobb 65, vagy kisebbek 30 μm-nél. Mikrotubulus-szervező központja a diktioszóma közelében van, adhéziós farokszerkezete általában nincs, de a Vacuolamoeba esetén ismert. A Luapeleamoeba hula nem rendelkezik hegyes alállábakkal, és nem olyan lapos, mint az Acanthamoeba vagy a Protacanthamoeba.
Az Acanthamoeba és a Protacanthamoeba egyaránt laminált mikrotubulus-szervező központtal rendelkeznek, mely lapos vagy egyenes, más nemzetségek központja ezzel szemben egyszerű gömb sok kisugárzó mikrotubulussal.

## Életciklus
Életciklusa általában 2 részből (ciszta, trofozoita) áll. Legalább 2 nemzetség – az Acanthamoeba és a Luapeleamoeba – protoszteloid sporokarpikus fajokat tartalmaz. E fajokban az egyes sejtek vékony falú nyugalmi állapotú propagulát (spóra) alkotnak sejtösszeolvadás nélkül létrejövő nem sejtes tönkön, együtt adva a sporokarpiumot. A Luapeleamoeba ritkán alkot cisztát.
Sose ostoros.

## Filogenetika
Az Acanthamoebidae az Amoebozoa Discosea csoportja Centramoebida kládjának tagja. 5 nemzetsége van:
- Acanthamoeba – 33 faj
- Comandonia – 1 faj[14]
- Dracoamoeba – 1 faj
- Luapeleamoeba – 2 faj
- Protacanthamoeba – 3 faj
- Vacuolamoeba – 1 faj

## Gyakoriság
Számos környezetben gyakori. Az Oszakai prefektúra területén tisztítás ellenére a csapvízminták 68,7%-ában megtalálható. Megtalálható ezenkívül az Ocean City-i Szent Márton-folyó közelében, és több felszíni vizeiben is gyakori.

## Patológia
Az Acanthamoeba spp. állati és humán patogén lehet. Általában a jó immunitású állat vagy ember elkerülheti a fertőzést, de „ismert, hogy opportunista patogének, a granulómás amőbás encephalitis(GAE) okozói, mely jobbára immunhiányos személyekben, például AIDS-betegekben vagy szervátültetettekben fordul elő”. A GAE-t a központi idegrendszerben kialakuló kis ciszták okozzák. Az Acanthamoeba ezenkívül tüdő-, arcüreg-, bőr- és szemfertőzések okozója is lehet.
Amellett, hogy egyes fajai patogének, trofozoitái és cisztái is hordozhatnak más patogéneket is, például Legionella spp.-t és élesztőgombákat.

## Genetika
Az Acanthamoeba castellanii 93 Rab GTPázzal rendelkezik, ebből 23 csak rá jellemző. A Luapeleamoeba 70 ily GTPázzal rendelkezik, köztük nincs kizárólag rá jellemző paralóg.

## Filogenetika
Az Entamoebidae, az Acanthamoebidae és a Dictyostelia kládot alkot. Előbbi kláddal szemben nemcsak I. és II., hanem V. osztályú miozinját is megtartotta, és több egyedi szerkezetű miozin is kialakult benne.

## Jelentőség
Egyes fajai – például az Acanthamoeba keratitis – patogének, más fajok, például az Acanthamoeba castellanii, modellszervezetként is használatosak.

## Fordítás
Ez a szócikk részben vagy egészben  az   Acanthamoebidae című angol Wikipédia-szócikk ezen változatának fordításán alapul.  Az eredeti cikk szerkesztőit annak laptörténete sorolja fel. Ez a jelzés csupán a megfogalmazás eredetét és a szerzői jogokat jelzi, nem szolgál a cikkben szereplő információk forrásmegjelöléseként.